# Liste der Monuments historiques in Fresnes-sur-Escaut
Die Liste der Monuments historiques in Fresnes-sur-Escaut führt die Monuments historiques in der französischen Gemeinde Fresnes-sur-Escaut auf.

## Liste der Bauwerke
| Bezeichnung                                       | Beschreibung | Standort                         | Kennzeichnung | Schutzstatus | Datum | Bild           |
| ------------------------------------------------- | ------------ | -------------------------------- | ------------- | ------------ | ----- | -------------- |
| Ehemaliger Bahnhof der Gruben                     |              | Rue de la Gare (Lage)            | PA59000176    | Inscrit      | 2011  | weitere Bilder |
| Büros der Minen von Thivencelles und Fresnes-Midi |              | 36, rue du Maréchal-Soult (Lage) | PA59000165    | Inscrit      | 2010  | weitere Bilder |
| Château des Douaniers                             | Schloss      | 80, 82 rue Gambetta (Lage)       | PA00107534    | Inscrit      | 1982  | weitere Bilder |
| Grube                                             |              | Le Sarteau (Lage)                | PA00107535    | Classé       | 1999  | weitere Bilder |

## Liste der Objekte
- Monuments historiques (Objekte) in Fresnes-sur-Escaut in der Base Palissy des französischen Kultusministeriums